# 扎庫瑪象群屠殺
札庫馬象群屠殺指一系列發生在2006年非洲查德南方札庫馬國家公園附近的非洲象盜獵活動。由5月到8月的航空俯視調查已記錄至少上百隻遭屠獵的動物。非法盜獵象群在此地已經持續了40年之久。事實上查德的動物族群已經由1970年的30萬頭減少到2006年的1萬頭。非洲象儘管名義上受到查德政府的保護，歐盟也給予某些援助，但是實際執行力的貧弱一直無法揭止盜獵。非洲森林象同時也棲息在東非數個國家中。
最近的航空俯視調查在8月3日到8月11日由国际野生生物保护学会保育人士邁克·費（J. Michael Fay）及國家地理學會當地探險家監督，發現了五處屠殺地點。札庫馬被視為是中非最後一處野生動物的前哨碉堡。被查德政府和蘇丹薩希零生態系統合理使用及保育計畫（Project Conservation and Rational Utilization of Sudan-Sahelian Ecosystems）委任的邁克·費主導2005跟2006年的札庫馬象群調查，發現數量由3885頭減少到3020頭，大幅抵銷了前六個月的急遽增長。不過誤算的數量並無法完全確定。

## 報導細節
邁克·費曾經看到有5人在飛機接近時由某營地逃走。另一次則目擊1名持自動武器的騎馬人朝飛機射擊。他告訴記者：「大象就在我眼前被屠殺。我們落地不過2小時就發現公園辦公處旁的1具骸骨，還十分新鮮，或許死去只有2週之久。牠的臉部已經被劈開，象牙也被取走。」

## 扎庫瑪國家公園簡史
札庫馬國家公園位在查德南部的薩爾和安地曼之間。札庫馬，查德第一個國家公園，設立於1963年並廣含近3000平方公里土地，同時被巴爾薩拉馬動物保留區（Bahr Salamat Faunal Reserve）包圍。札庫馬在內戰中遭忽視，不過一個由歐盟協助的復育計畫在1989年啟動，延續至2006年。
棲息於國家公園內的象群受政府保護，但是在雨季時覓食遷徙出札庫馬的大象無法享受如公園內同等的巡邏保護。根據野生動物保育協會人士Stephen Sautner，在查德獵殺象隻為非法，販售象牙也在1989年遭禁，不過黑市交易卻在增加。

## 生物多樣性背景
從17世紀開始便有人在私有地之外的地方獵殺特定野生動物。通常這些行動由商業開發驅使以取得鹿角、象牙、獸皮或被當成戰利品。除了偷竊敗德之外更對生物多樣性有巨大的影響後果。盜獵的目標常常對準了非洲象、犀牛、老虎、海龜等等。盜獵也包括生擒：例如靈長類供作醫學研究。許多物種已經在過去兩世紀急遽減少，有時甚至面臨瀕臨絕種或絕種的命運。

## 象牙貿易
自1970年代開始，為了象牙盜獵象群一直是非洲象減少的主因。大多數象牙出口至中國跟泰國。舉例來說，從1996至2002年有四十噸轉運到中國的象牙被官方沒收。最近中國已經同意減少象牙進口，但是中方官員陳江偉（音譯）指出，許多民眾對象牙進口的合法性感到困惑。

## 地區衝突
札庫馬在達爾富爾衝突區以西約260公里遠，同時也在查德戰區的交戰路徑上，因此此區的安全堪慮，在這個孤立區域旁的國境線也是千瘡百孔。達佛已經成為密集軍事行動和苦難之地。阿拉伯人把持的政府資助民兵頻繁的燒毀村莊，迫使當地生還者逃進大部分位於達佛和查德的難民營。許多村落遭受武裝騎兵隊包圍。截至2004年夏季，5到8萬人已被殺害；至少百萬人逃離家園，造成這區域主要的人道危機。聯合國在2005年1月31日公佈一份達176頁的報告，指控達佛政府犯下對該國國民大規模屠殺和強暴的罪行。不過根據加拿大的資料，雖然根據這種大範圍有系統的暴力行為，可能觸犯戰爭罪或甚至反人道罪，但是這些殺戮並沒有達到種族滅絕的標準。

## 保護行動
為了應對這一災難性事件，野生基金會與国际野生生物保护学会與他人合作，利用飛機監視，以防止和拘留偷獵者。該飛機將重點放在公園的邊界，因為在那裡大象是不受保護的。

## 外部連結
- 更多有關快速反應保護工作，野生基金會（英文）